# کنفدراسیون جهانی محصلین و دانشجویان ایرانی-اتحادیه ملی
کنفدراسیون جهانی محصلین و دانشجویان ایرانی – اتحادیه ملی (معروف به کنفدراسیون)، سازمان دانشجویان ایرانی مقیم خارج (عمدتاً اروپای غربی و ایالات متحده) بود که ابتدا با انگیزه‌های صنفی تشکیل شد و به‌سرعت به معاند حکومت پهلوی بدل شد. این سازمان در دهه‌های ۱۹۶۰ و ۱۹۷۰ میلادی مهم‌ترین بلندگوی اعتراض علیه محمدرضاشاه در خارج از کشور به حساب می‌آمد. این سازمان چپ‌گرا در جنبش اعتراضی دانشجویی جهانی نیز فعال بود و از مبارزات «ضدامپریالیستی» مختلفی در سراسر جهان از جمله مبارزات مردم ویتنام با آمریکا، جنبش رهایی‌بخش فلسطین، مبارزات کوبا و آمریکای لاتین حمایت کرد.
کنفدراسیون در ۱۹۶۲ با به هم پیوستن سازمان‌های دانشجویی مختلف تشکیل شد و در ۱۹۷۵ بر سر مسائل سیاسی مختلف به انشعاب و از هم گسیختگی کشیده شد. با این حال انشعابات مختلف حاصل از کنفدراسیون تا زمان سرنگونی حکومت پهلوی و وقوع انقلاب ۱۳۵۷ به فعالیت‌های خود ادامه دادند. این سازمان همیشه سازمانی سیاسی بود و با نزدیک‌تر شدن به انقلاب ایران، سیاسی‌تر نیز می‌شد و از این‌رو گروه‌های سیاسی مختلفی درون آن فعالیت داشتند. شاخه‌های مختلف جبههٔ ملی در ایران، اروپا و آمریکا، گروه ستاره (بعدها سازمان وحدت کمونیستی، جامعهٔ سوسیالیست‌ها، حزب توده ایران ، سازمان انقلابی حزب توده،  طوفان، سازمان انقلابیون کمونیست (بعدها اتحادیهٔ کمونیست‌های ایران) از گروه‌های فعال در کنفدراسیون بودند. در هر دوره‌ای یک یا چند گروه و گرایش بر فعالیت کنفدراسیون هژمونی داشتند.

## تاریخچه
پس از کودتای ۲۸ مرداد در سال ۱۳۳۲ اعضای تبعیدی حزب توده به اتحادیه بین‌المللی دانشجویان پیوسته بودند و در جلسات آنها به‌عنوان نماینده دانشجویان ایران شرکت می‌کردند.
از سال ۱۳۳۱–۱۹۵۲ انجمن دوستان خاورمیانه ای آمریکا دفتری در تهران تأسیس کرده بود که جوانان ایرانی را برای تحصیل در آمریکا جذب می‌کرد و هر سال هم در سفارت ایران در آمریکا مهمانیهایی ترتیب می‌داد و دانشجویان ایرانی مقیم آمریکا در آنها شرکت می‌کردند.
کنفدراسیون جهانی دانشجویان ایرانی-اتحادیه ملی در فروردین ۱۳۳۹ و از اتحاد انجمن‌های دانشجویان ایرانی در فرانسه، انگلستان و آلمان در هایدلبرگ آلمان پایه‌گذاری شد. اعضای اولیه آن منوچهر ثابتیان، روح‌الله حمزه‌ای و منوچهر هزارخانی، گرایش‌های توده‌ای داشتند. دانشجویان جوان هوادار خلیل ملکی در بدو تأسیس، نشریه نامه پارسی را به کمک دانشجویان فعال در این سه کشور اروپایی منتشر کردند و تأسیس دفتر مشترک برای هماهنگی امور صنفی دانشجویان ایرانی در اروپا را پیشنهاد کردند. دو نشست هایدلربرگ و لندن به تصویب اسناد و اساس‌نامه تشکیل کنفدراسیون پرداخت. جریان غالب در دو نشست اول کنفدراسیون در دست هواداران خلیل ملکی و حزب توده بود. همزمان دانشجویان ایرانی هوادار جبهه ملی در آمریکا نیز سازمان دانشجویی این کشور را به دست گرفتند. اعتراض مشترک دانشجویان ایرانی دو سوی اقیانوس اطلس دربارهٔ عدم تمدید گذرنامه دو عضو سازمان دانشجویی آمریکا (صادق قطب زاده و شاهین فاطمی)، زمینه پیوند آنان را فراهم کرد. فضای باز سیاسی در ایران ناشی از روی کار آمدن دولت امینی در ایران و اوج‌گیری مبارزات دانشجویی در دانشگاه تهران نیز بر تشکل‌یابی دانشجویان ایرانی در غرب مؤثر بود.

## از انشعاب تا وحدت
اتفاقاتی که به وحدت در این کنفدراسیون انجامید، در فاصله دی‌ماه ۱۳۴۰ تا دی‌ماه ۱۳۴۲ رخ داد. در این مدت، سومین نشست کنفدراسیون اروپایی در پاریس، سازمان دانشجویان آمریکا به آن پیوست و کنفدراسیون جهان تشکیل یافت اما در روز تولد با خطر انشعاب روبرو شد. نحوه رای‌دهی سازمان آمریکا که در اختیار جبهه ملی بود با مخالفت سازمان‌های اروپایی که در اختیار هواداران حزب توده و نیروی سوم بودند، مواجه شد و کنگره با خروج آنان با اختلاف به پایان رسید اما عزم دانشجویان برای حفظ اتحاد موجب شد که در کنگره لوزان، یکپارچگی ایجاد شود. در این دوره تفکر جبهه ملی بر کنفدراسیون حاکم شد؛ چیزی که منبعث از حوادث ایران و ظهور جبهه ملی دوم در فضای باز سیاسی ناشی از دولت امینی بود. خواسته‌های کنفدراسیون در کنگره وحدت نیز منبعث از همین موضوع بود: رد دخالت خودسرانه شاه در امور، اجرای کامل قانون اساسی و آزادی مصدق. با این حال، اعضای کنفدراسیون به تبعیت از رهبران جبهه ملی با دولت امینی به مخالفت برخاستند.

## غلبه رادیکالیسم
در این دوره که فاصله دی‌ماه ۱۳۴۲ تا آذر ۱۳۴۴ را تشکیل می‌دهد، فضای کنفدراسیون به رادیکالیسم گرایید. سرکوب قیام پانزدهم خرداد و پرآوازه شدن راه انقلابی که در الجزایر و کوبا به پیروزی رسیده بود، باعث شد که در کنگره سوم خواست اجرای قانون اساسی به خواست سرنگونی حکومت تغییر یافته و «قاطعیت انقلابی یگانه راه آزادی و استقلال» تشخیص داده شود. کنفدراسیون در کنگره چهارم رفراندوم انقلاب سفید و اصطلاحات ناشی از آن را غیرقانونی اعلام کرد و تجارت آزاد را سیاست قرون وسطایی نامید و مدل اروپای شرقی را الگوی مناسب اقتصاد معرفی کرد. برخی از نیروهای کنفدراسیون سازمان انقلابی حزب توده را با مشی مائوئیستی و برای مبارزه مسلحانه گرویدند. در همین دوره بنیان‌گذاران کنفدراسیون که از هواداران خلیل ملکی بودند کنفدراسیون را در اعتراض به انحراف از مشی صنفی و غلبه مشی سیاسی بر آن ترک گفتند.

## کنفدراسیون، سازمان ضد امپریالیستی
در این دوره یعنی فاصله سال‌های ۱۳۴۴ تا اردیبهشت ۱۳۴۷، تقویت نفوذ چپ در کنفدراسیون ادامه داشت. در دوره‌های پیشین هیئت دبیران در انحصار جبهه ملی بود اما در کنگره‌های پنجم و ششم سهم سازمان انقلابی به دو دبیر افزایش یافت. در این دوره جبهه ملی اروپا و آمریکا درگیر انشعاب به دلیل مارکسیست شدن اکثر اعضا شد؛ بنابراین سیاست‌های کنفدراسیون ملغمه‌ای بود که از نگاه مائوئیستی سازمان انقلابی و نگاه جناح مارکسیست شده جبهه ملی ، به گونه‌ای که در کنگره هفتم، کنفدراسیون، نهادی ضد امپریالیستی، دموکراتیک و خلقی اعلام شد. البته سکون فعالیت سیاسی در داخل کشور دامن کنفدراسیون را نیز گرفت و تعداد اعضای آن در سال ۱۳۴۵ کاهش یافت. با این حال، کنفدراسیونی‌ها هنگام سفر شاه به آلمان غربی، چنان اعتراضات وسیعی به راه انداختند که تاریخ‌ساز شد یعنی یک دانشجوی آلمانی در جریان اعتراضات کشته و کنفدراسیون پیوند محکمی با جنبش آلمان یافت.

## تسلط مائوئیست‌ها بر کنفدراسیون
این دوره -فاصله اردیبهشت ۱۳۴۷ تا اردیبهشت ۱۳۴۹- را باید دوره اقتدار مائوئیست‌ها بر کنفدراسیون دانست. اگرچه در کنگره هشتم جناح جبهه ملی توانست دو عضو در هیئت دبیران داشته باشد اما در کنگره نهم تمامی پنج عضو دبیران مائوئیست بودند به جز سازمان انقلابی در این دوره سه گروه مائوئیستی دیگر سر برآوردند. یکی در آمریکا (انقلابیون کمونیست) و دو تای دیگر در اروپا (کادرها و توفان). تمامی این گروه‌ها بر معادلات درونی کنفدراسیون تأثیر بسزا داشتند. در آغاز دهه هفتاد میلادی اگرچه کنگره‌ها با شرکت تعداد بالایی از دانشجویان برگزار می‌شد اما جناح‌بندی میان گروه‌های ریز و درشت متمایل به چین و جبهه ملی و مارکسیست‌ها بیش از پیش تشدید شده بود؛ به گونه‌ای که هیئت دبیران در کنگره دهم انتخاب شد.

## رابطه کنفدراسیون یا روح الله خمینی
در شهریور ۱۳۴۸ مجید زربخش و محمود رفیع از اعضای کنفدراسیون به عراق رفته و در نجف با آیت الله خمینی دیدار کردند. آنان مصاحبهٔ مطبوعاتی با روزنامهٔ «الثوره» ارگان حزب بعث عراق نیز انجام دادند. پس از آن خمینی هر سال برای کنفدراسیون یک پیام می‌فرستاد و آنها نیز در نشریات خود از او یاد می‌کردند. زمانی که او به نوفل لوشاتو رفت اعضای کنفدراسیون نیز به آنجا رفتند از جمله نادر اسکویی که دبیرکل کنفدراسیون بود سه مرتبه به دیدار خمینی رفت و مذاکره کرد. 

## کارزار با حکومت شاه
در فاصله سال‌های ۱۳۴۹ تا ۱۳۵۰ و همزمان با کنگره یازدهم پرویز نیک‌خواه و پارسانژاد دو عضو زندانی کنفدراسیون در تلویزیون ضمن تأیید حکومت شاه، فعالیت‌های کنفدراسیون را اشتباه توصیف کردند و از یاران پیشین خود خواستند دست از مبارزه بردارند. واکنش کنفدراسیون به این دعوت، تشدید مبارزه با عنوان «به مبارزه خلق خدمت کنیم» بود. دانشجویان، سفارت ایران در وین و کنسولگری‌های ایران در مونیخ و سان‌فرانسیسکو را اشغال کردند. حکومت پهلوی در واکنش، کنفدراسیون را غیرقانونی و برای عضویت در آن سه تا ۱۰ سال حبس در نظر گرفت. برخی کنفدراسیونی‌ها در کنگره دوازدهم متأثر از این اقدام حکومت خواستار گنجاندن عبارت فعالیت در چارچوب قانون اساسی در خط‌مشی شدند که قاطبه اعضا این خواسته را رد کردند و در عوض خواسته تغییر بنیادی حکومت شاه از منشور حذف شد. در این دوره جبهه ملی مارکسیست‌شده جای پای خود را در کنفدراسیون محکم‌تر کرد و دو عضو از هیئت دبیران را به خود اختصاص داد. سه عضو دیگر همچنان مائوئیست بودند.
مبارزه چریکی
با شروع مبارزه مسلحانه در ایران جناح‌های مختلف کنفدراسیون در این دوره (دی‌ماه ۱۳۵۰ تا دی‌ماه ۱۳۵۲) درگیر مباحث بی‌پایان دربارهٔ لزوم گنجاندن خواست سرنگونی حکومت شاه در خط مشی کنفدراسیون و همچنین نحوه حمایت از سازمان‌های چریکی در ایران شدند. سازمان مائوئیست انقلابیون کمونیست که بر بخش آمریکایی کنفدراسیون مسلط بود، به رغم مخالف با مبارزه مسلحانه، خواهان تغییر خط مشی کنفدراسیون با هدف سرنگونی شاه بود. سازمان انقلابی و گروه توفان مخالف با انتخاب این خط مشی و گروه کادرها، منشعب از سازمان انقلابی، هوادار این مشی بودند. دو کنگره سیزدهم و چهاردهم درگیر این مباحث بودند در حالی که شاخه خاورمیانه جبهه ملی مارکسیست‌شده هوادار مشی مبارزه مسلحانه با محوریت سازمان‌های چریکی (که مؤسسان و بدنه دانشجویی داشتند) شده بود. اگرچه تعداد اعضای کنفدراسیون رو به افزایش بود اما اختلاف میان بلوک هوادار مشی چریکی و بلوک مائوئیستی و اختلاف درونی این بلوک‌ها روز به روز بالا می‌گرفت.

## اختلاف در کنفدراسیون
در سال‌های ۱۳۵۲ تا ۱۳۵۶، اختلاف در کنفدراسیون به اوج رسید. علاوه بر چندین گروه مائوئیستی، دو جناح از هواداران مشی دو سازمان چریک‌های فدایی و مجاهدین در کنفدراسیون ایجاد شده بود. کنگره پانزدهم به همین دلیل موفق به انتخاب هیئت دبیران و کنگره شانزدهم حتی موفق به انتخاب هیئت دبیران موقت هم نشد. اگرچه در این کنگره ضرورت سرنگونی رژیم شاه به عنوان اصلی مهم در خط‌مشی کنفدراسیون گنجانده شد. سازمان‌های چریکی در پیام‌های‌شان می‌خواستند کنفدراسیون به مثابه پشت جبهه آنان عمل کند و بلوک قدرتمندی در کنفدراسیون از این خواسته حمایت می‌کرد. گرایش‌های سیاسی که در ابتدا کنفدراسیون را تشکیل داده بودند (جوانان ناراضی از حزب توده، جوانان جبهه ملی و هواداران خلیل ملکی) جای خود را به چندین فرقه متعصب و متخاصم مارکسیستی داده بودند و دیگر امکانی برای ادامه وحدت وجود نداشت. به این ترتیب، جریان‌های انشعابی کنگره شانزدهم هر یک جداگانه، اما به نام کنفدراسیون به مبارزه خود مبتنی بر حمله و اشغال نمایندگی‌های دیپلماتیک ایران در غرب ادامه دادند.

## فضای دانشجویی ایران پیش از تشکیل کنفدراسیون
در دههٔ ۱۹۴۰ حزب تودهٔ ایران قوی‌ترین نیروی سیاسی کشور بود و فضای دانشگاه‌ها را کاملاً در دست داشت تا جایی که اکثر منابع گواهی می‌کنند نیمی از دانشجویان دانشگاه تهران یا عضو یا هوادار این حزب بودند. این حزب در ۱۹۵۰ «سازمان دانشجویان دانشگاه تهران» را تأسیس کرد و در اواخر دههٔ ۴۰ و اوایل دههٔ بعد موفق به حفظ سلطه و نفوذ خود بر دانشگاه شد تا جایی که مهدی بازرگان که در آن سال‌ها از روسای دانشگاه بود می‌گوید: «کمونیست‌ها آنچنان نفوذ گسترده‌ای داشتند که مدیریت دانشگاه بر اوضاع کنترلی نداشت.»
اما در دههٔ بعدی و با ظهور محمد مصدق و جبههٔ ملی، محوریت این حزب به چالش کشیده شد. جبههٔ ملی، به ویژه شاخهٔ سوسیالیستی آن، با چیرگی حزب توده بر دانشگاه به مقابله برخاست. پس از کودتای ۲۸ مرداد فعالیت‌های دانشجویی نیز مانند سایر فعالیت‌ها در داخل شدیداً سرکوب شد، اما در خارج از کشور فعالیت‌های قابل ملاحظه‌ای بین دانشجویان ایرانی آغاز گشته بود. به‌خصوص در فرانسه، انگلستان، آلمان و ایالات متحده. این فعالیت شامل انتشارات نشریات مختلف دانشجویی بود و این جریان از اواخر دههٔ ۱۹۵۰ شروع شده بود.

## تشکیل کنفدراسیون
کنفدراسیون در ۱۹۶۲ با به هم پیوستن سه سازمان تشکیل شد: کنفدراسیون دانشجویان ایرانی در اروپا، سازمان دانشجویان دانشگاه تهران، و سازمان دانشجویان ایرانی در آمریکا.

### خاستگاه‌های تشکیل کنفدراسیون در اروپا

#### فرانسه
در فرانسه «انجمن دانشجویان ایرانی» از اوایل دههٔ ۱۹۵۰ به وجود آمده بود. این انجمن ابتدا خیلی فعال نبود و طبق گفتهٔ دکتر علی‌اصغر حاج‌سیدجوادی، از چهره‌های معروف اپوزیسیون روشنفکری که در ۱۹۴۶ به عنوان دانشجو به پاریس رفت، به جز برگزاری جشن‌های نوروز کار چندانی نمی‌کرد؛ مگر جذب دانشجویان به عضویت حزب توده. با شروع نخست‌وزیری مصدق، دانشجویان هوادار جبهه ملی و به ویژه سوسیالیست‌های نیروی سوم شروع به تشکیل دسته‌ای رقیب برای مقابله با سلطهٔ حزب توده کردند. نهایتاً وقتی دولت دکتر مصدق ناچار شد در اثر بحران مالی هزینهٔ تحصیلی دانشجویان در خارج را با ارزی بالاتر از نرخ پایین دولتی تأمین کند، دانشجویان توده‌ای در سفارت ایران تظاهرات کردند و با دانشجویان طرفدار مصدق دچار درگیری شدند. این درگیری به انشعاب در انجمن و تشکیل «اتحادیه دانشجویان ایرانی در فرانسه» توسط غیرتوده‌ای‌ها کشیده شد. این دو انجمن در فرانسه فعال بودند.

#### بریتانیا
انجمن‌های دانشجویی ایرانی در بریتانیا از پیش از جنگ جهانی دوم فعال بودند. از جمله «انجمن دانشجویان ایرانی در انگلستان» (مشهور به «انجمن لندن») که تحت ریاست سفیر ایران بود، «انجمن دانشجویان ایرانی شرکت ملی نفت ایران»، «انجمن دانشجویان ایرانی در دانشگاه لیدز»، «انجمن دانشجویان ایرانی دانشگاه منچستر». در آوریل ۱۹۶۰ تمامی این انجمن‌ها جمع شدند تا «فدراسیون انجمن‌های دانشجویی ایرانی در بریتانیا» را تشکیل دهند.

#### آلمان
در طول دههٔ ۵۰ جمهوری فدرال آلمان و شهر برلین غربی به صورت بزرگ‌ترین تجمع دانشجویان ایرانی خارج از کشور درآمد. «سازمان دانشجویان ایرانی مقیم آلمان»، که وابسته به حزب توده بود، در اواخر دههٔ ۵۰ تأسیس شد. سازمان‌های دانشجویی دیگری در توبینگن، هایدلبرگ، هامبورگ، و هانوور نیز فعال بودند. در سال ۱۹۶۰ نمایندهٔ ده سازمان دانشجویی با همدیگر ملاقات کردند تا به صورت فدراسیونی با هم متحد شوند و حاصل این قرار تأسیس «فدراسیون دانشجویان ایرانی مقیم آلمان» بود.

#### کنفدراسیون محصلین و دانشجویان ایرانی در اروپا (کنگرهٔ هایدلبرگ)
در فاصلهٔ روزهای ۱۵ و ۱۸ آوریل ۱۹۶۰ نمایندگان سازمان‌های دانشجویی یادشده از فرانسه، آلمان و بریتانیا در هایدلبرگ، آلمان غربی گردهم آمده و در نتیجه ادغام سازمان‌های خود «کنفدراسیون محصلین و دانشجویان ایرانی در اروپا» را تأسیس کردند.
کنگره هایدلبرگ اهداف سازمان جدید را در «بیانیه» خود به این شکل اعلام کرد:
«هماهنگ‌کردن تمام دانشجویان ایرانی در اروپا و انجمن‌ها و سازمان‌ها و اتحادیه‌های محلی ایشان به صورت یک کنفدراسیون به منظور ایجاد و حفظ و استواری روح همکاری بین ایشان در اروپا و آگاهانیدن بیشتر آن‌ها به حقوق و وظایف صنفی خویش و تدارک وسائل تشکیلاتی به منظور ارتباط همه محصلین ایرانی و مطالعه در شرایط کار و چاره‌جویی دربارهٔ مسائلی که بر قشر دانشجو و تحصیل‌کرده طبق منافع میهن ما معلوم است.»
مشخص است که این سند خیلی سیاسی نیست و این به این علت است که فعالان سازمان نمی‌خواستند در این مرحله برای رژیم حساسیت ایجاد کنند یا بین گروه‌های مختلف اپوزیسیون اختلاف نظر ایجاد کنند.
از نظر تشکیلاتی گروهی به نام «هیئت دبیران» برای رهبری تشکیل شد که هر سازمان کشوری یک عضو در آن داشت. هیئت دبیران تعدادی کمیته برای انجام وظایفش داشت. مثل کمیته اطلاعات یا کمیته انتشارات. این هیئت اجازه داشت، با اکثریت آرا دو سوم اعضای خود، در فاصلهٔ بین کنگره‌ها خط مشی کنفدراسیون را تعیین کند. بالاترین ارگان تصمیم‌گیری، کنگرهٔ کنفدراسیون بود.

### سازمان دانشجویان ایرانی در آمریکا
«سازمان دانشجویان ایرانی در آمریکا» در سال ۱۹۵۲ توسط سفارت ایران در آمریکا و «دوستان آمریکایی خاورمیانه» تأسیس شد. این سازمان در طول دههٔ ۱۹۵۰ هوادار دولت بود اما در اواخر این دهه تحولات سیاسی باعث شد عناصر مخالف جای پای خود را درون انجمن محکم کنند و جهت آن را عوض کنند.